# Alex Elias
Alex Elias es el fundador y director general de Qloo, una empresa de IA que descubre los gustos y preferencias culturales de los usuarios.

## Primeros años y educación
Alex Elias se graduó de la Universidad del Sur de California, donde recibió la prestigiosa Beca Renaissance, con dos títulos de Bachelor of Arts (un título para una formación general en humanidades y ciencias sociales), uno en Matemáticas Financieras y otro en Filosofía. Obtuvo el título de Doctorado en Derecho (J.D., por sus siglas en inglés) en la Facultad de Derecho de la Universidad de Nueva York. Su tesis fue sobre la Ley de Privacidad en Internet, "Evaluando la Propuesta Federal CPBR (Carta de Derechos de Privacidad del Consumidor)" y un "Estudio Empírico de la Eficacia del Click-Wrap Durante la Autenticación del Usuario".

## Carrera profesional
En 2012, mientras realizaba su doctorado en Derecho en la Facultad de Derecho de la Universidad de Nueva York, Alex Elias cofundó Qloo con Jay Alger. Alex quería crear un sistema que permitiera predecir y comprender los gustos personales sin utilizar datos basados en la identidad. Esta idea surgió gracias a su interés por la cultura y su experiencia con las limitaciones relacionadas con la gestión de datos.
Hoy, Alex es el director general de Qloo, una empresa de IA que analiza los gustos y preferencias de los consumidores globales. Qloo cuenta con una gran base de datos de más de 575 millones de personas, lugares, cosas e intereses notables, junto con más de 10 billones de señales únicas de comportamiento y sentimiento, de las cuales ninguna incluye información sobre identificación personal. Desde su creación, la tecnología de Qloo ha ayudado a empresas como Netflix, Starbucks, JCDecaux y Michelin a crear experiencias de cliente personalizadas y mejorar las estrategias de marketing.
Desde 2019, Alex Elias también es presidente de TasteDive, una plataforma de descubrimiento con más de 7,5 millones de usuarios que ayuda a los consumidores a encontrar contenido de entretenimiento en función de sus gustos personales. TasteDive permite a los usuarios descubrir qué ver, leer, escuchar y jugar en función de sus preferencias.
Alex Elias forma parte de la Junta Asesora de Emprendimiento de la Facultad de Derecho de la Universidad de Nueva York, contribuyendo con su experiencia a orientar y apoyar las iniciativas empresariales de la facultad de Derecho.